# Liga Mistrzów UEFA (2022/2023)/Faza kwalifikacyjna
Artykuł prezentuje szczegółowe dane dotyczące rozegranych meczów które miały na celu wyłonienie 6 drużyn piłkarskich, które wezmą udział w fazie grupowej Ligi Mistrzów UEFA 2022/2023. Faza kwalifikacyjna trwała od 21 czerwca do 24 sierpnia 2022.

## Terminarz
| Faza          | Runda                         | Data losowania  | Pierwszy mecz       | Drugi mecz          |
| ------------- | ----------------------------- | --------------- | ------------------- | ------------------- |
| Runda wstępna | Półfinały rundy               | 7 czerwca 2022  | 21 czerwca 2022     | 21 czerwca 2022     |
| Runda wstępna | Finał rundy                   | 7 czerwca 2022  | 24 czerwca 2022     | 24 czerwca 2022     |
| Kwalifikacje  | Pierwsza runda kwalifikacyjna | 14 czerwca 2022 | 5-6 lipca 2022      | 12-13 lipca 2022    |
| Kwalifikacje  | Druga runda kwalifikacyjna    | 15 czerwca 2022 | 19-20 lipca 2022    | 26-27 lipca 2022    |
| Kwalifikacje  | Trzecia runda kwalifikacyjna  | 18 lipca 2022   | 2-3 sierpnia 2022   | 9 sierpnia 2022     |
| Play-off      | Play-off                      | 2 sierpnia 2022 | 16-17 sierpnia 2022 | 23-24 sierpnia 2022 |

## Runda wstępna
Do startu w Rundzie wstępnej zostały uprawnione 4 drużyny. Runda została podzielona na półfinały i finał. W tej rundzie zespoły grały tylko jeden mecz. Drużyny, które przegrały w tej rundzie, otrzymały prawo gry w I rundzie kwalifikacyjnej Ligi Konferencji Europy UEFA.

### Podział na koszyki
| Drużyny rozstawione    |       |
| Drużyna                | Wsp.  |
| Tallinna FCI Levadia   | 4.750 |
| SP La Fiorita          | 4.000 |
| Drużyny nierozstawione |       |
| Drużyna                | Wsp.  |
| Inter Club d’Escaldes  | 3.000 |
| Víkingur Reykjavík     | 1.075 |

| Drużyna 1             | Wynik           | Drużyna 2             |
| Półfinały rundy       | Półfinały rundy | Półfinały rundy       |
| --------------------- | --------------- | --------------------- |
| Tallinna FCI Levadia  | 1:6             | Víkingur Reykjavík    |
| SP La Fiorita         | 1:2             | Inter Club d’Escaldes |
| Finał rundy           |                 |                       |
| Inter Club d’Escaldes | 0:1             | Víkingur Reykjavík    |

### Półfinały rundy
| 121 czerwca 2022 | FCI Levadia Tallinn  | 1:6   | Víkingur Reykjavík                                                                         |                                                            |
| 21:30            | Beglariszwili 5' (k) | (1:3) | 10' McLagan · 27' Ingason · 45+1' Sigurðsson · 49' Hansen · 71' Guðjónsson · 77' Magnússon | Víkingsvöllur, Reykjavík Widzów: 725 Sędzia: Tomasz Musiał |

| 221 czerwca 2022 | SP La Fiorita | 1:2   | Inter Club d’Escaldes |                                                         |
| 15:00            | Rinaldi 45+2' | (1:0) | 55', 66' Soldevila    | Víkingsvöllur, Reykjavík Widzów: 39 Sędzia: Rohit Saggi |

### Finał rundy
| 24 czerwca 2022 | Inter Club d’Escaldes | 0:1   | Víkingur Reykjavík |                                                           |
| 21:30           |                       | (0:0) | 68' Ingason        | Víkingsvöllur, Reykjavík Widzów: 925 Sędzia: Urs Schnyder |

## I runda kwalifikacyjna
Do startu w I rundzie kwalifikacyjnej zostały uprawnione 30 drużyny (1 z poprzedniej rundy), z czego 15 zostało rozstawionych. Drużyny, które przegrały w tej rundzie, otrzymały prawo gry w II rundzie kwalifikacyjnej Ligi Konferencji Europy UEFA.

### Podział na koszyki
Uwaga: Losowanie I rundy kwalifikacyjnej odbyło się przed zakończeniem rundy wstępnej, więc rozstawienia dokonano przyjmując założenie, że awans uzyska drużyna z najwyższym współczynnikiem w poprzedniej rundzie. W przypadku awansu, którejś z drużyn nierozstawionej, w I rundzie przejmuje ona współczynnik najwyżej rozstawionego rywala.
Oznaczenia:
| Drużyny, które awansowały z rundy wstępnej zachowując swój współczynnik. |

| Drużyny, które zaczęły rywalizację od I rundy eliminacyjnej. |

| Drużyny, które awansowały z rundy wstępnej, przejmując współczynnik rywala. |

| Grupa 1                | Grupa 1 |
| ---------------------- | ------- |
| Drużyny rozstawione    |         |
| Drużyna                | Wsp.    |
| Łudogorec Razgrad      | 23.000  |
| CFR Cluj               | 19.500  |
| Ferencvárosi TC        | 15.500  |
| NK Maribor             | 14.000  |
| F91 Dudelange          | 8.500   |
| Drużyny nierozstawione |         |
| Drużyna                | Wsp.    |
| Sutjeska Nikšić        | 6.250   |
| Szachcior Soligorsk    | 6.250   |
| Toboł Kustanaj         | 4.500   |
| Piunik Erywań          | 4.250   |
| KF Tirana              | 2.750   |

| Grupa 2                | Grupa 2 |
| ---------------------- | ------- |
| Drużyny rozstawione    |         |
| Drużyna                | Wsp.    |
| Malmö FF               | 23.500  |
| FK Bodø/Glimt          | 17.000  |
| HJK Helsinki           | 8.500   |
| The New Saints F.C.    | 8.500   |
| Žalgiris Wilno         | 8.000   |
| Drużyny nierozstawione |         |
| Drużyna                | Wsp.    |
| Linfield F.C.          | 7.000   |
| KÍ Klaksvík            | 6.250   |
| Víkingur Reykjavík     | 4.750   |
| Ballkani               | 1.633   |
| FK RFS                 | 4.000   |

| Grupa 3                | Grupa 3 |
| ---------------------- | ------- |
| Drużyny rozstawione    |         |
| Drużyna                | Wsp.    |
| Qarabağ FK             | 25.000  |
| Sheriff Tyraspol       | 22.500  |
| Slovan Bratysława      | 13.000  |
| Lincoln Red Imps       | 7.250   |
| Shamrock Rovers        | 7.000   |
| Drużyny nierozstawione |         |
| Drużyna                | Wsp.    |
| Zrinjski Mostar        | 7.000   |
| Lech Poznań            | 6.000   |
| Hibernians             | 5.500   |
| KF Shkupi              | 4.500   |
| Dinamo Batumi          | 3.250   |

### Pary I rundy kwalifikacyjnej
| Drużyna 1                            | Wynik dwumeczu | Drużyna 2           | Pierwszy mecz | Drugi mecz  |
| ------------------------------------ | -------------- | ------------------- | ------------- | ----------- |
| Piunik Erywań                        | 2:2 (k. 4:3)   | CFR Cluj            | 0:0           | 2:2 (dogr.) |
| NK Maribor                           | 2:0            | Szachcior Soligorsk | 0:0           | 2:0         |
| Łudogorec Razgrad                    | 3:0            | Sutjeska Nikšić     | 2:0           | 1:0         |
| F91 Dudelange                        | 3:1            | KF Tirana           | 1:0           | 2:1         |
| Toboł Kustanaj                       | 1:5            | Ferencvárosi TC     | 0:0           | 1:5         |
| Malmö FF                             | 6:5            | Víkingur Reykjavík  | 3:2           | 3:3         |
| Ballkani                             | 1:2            | Žalgiris Wilno      | 1:1           | 0:1 (dogr.) |
| HJK Helsinki                         | 2:2 (k. 5:4)   | FK RFS              | 1:0           | 1:2 (dogr.) |
| FK Bodø/Glimt                        | 4:3            | KÍ Klaksvík         | 3:0           | 1:3         |
| The New Saints F.C.                  | 1:2            | Linfield F.C.       | 1:0           | 0:2 (dogr.) |
| Shamrock Rovers                      | 3:0            | Hibernians          | 3:0           | 0:0         |
| Lech Poznań                          | 2:5            | Qarabağ FK          | 1:0           | 1:5         |
| KF Shkupi                            | 3:2            | Lincoln Red Imps    | 3:0           | 0:2         |
| Zrinjski Mostar                      | 0:1            | Sheriff Tyraspol    | 0:0           | 0:1         |
| Slovan Bratysława                    | 2:1            | Dinamo Batumi       | 0:0           | 2:1 (dogr.) |
| Po lewej gospodarz pierwszego meczu. |                |                     |               |             |

### Pierwsze mecze
| 15 lipca 2022 | Piunik Erywań | 0:0   | CFR Cluj |                                                                                            |
| 18:00 CEST    |               | (0:0) |          | Stadion Republikański im. Wazgena Sarkisjana, Erywań Widzów: 8 000 Sędzia: Bastian Dankert |

| 26 lipca 2022 | NK Maribor | 0:0   | Szachcior Soligorsk |                                                                          |
| 20:15 CEST    |            | (0:0) |                     | Stadion Ljudski vrt, Maribor Widzów: 6 450 Sędzia: Anastasios Papapetrou |

| 35 lipca 2022 | Łudogorec Razgrad           | 2:0   | Sutjeska Nikšić |                                                               |
| 19:45 CEST    | Santana 74' · Tissera 90+1' | (0:0) |                 | Łudogorec Arena, Razgrad Widzów: 3 963 Sędzia: Vitor Ferreira |

| 46 lipca 2022 | F91 Dudelange | 1:0   | KF Tirana |                                                                |
| 19:30 CEST    | Nader 71'     | (0:0) |           | Stade Jos Nosbaum, Dudelange Widzów: 1 555 Sędzia: Rohit Saggi |

| 56 lipca 2022 | Toboł Kustanaj | 0:0   | Ferencvárosi TC |                                                             |
| 16:00 CEST    |                | (0:0) |                 | Stadion Centralny, Kustanaj Widzów: 8 420 Sędzia: Dario Bel |

| 65 lipca 2022 | Malmö FF                                    | 3:2   | Víkingur Reykjavík             |                                                             |
| 19:00 CEST    | Olsson 16' · Toivonen 42' · Birmančević 84' | (2:1) | 38' Ingason · 90+3' Gudjónsson | Eleda Stadion, Malmö Widzów: 11 830 Sędzia: Dumitru Muntean |

| 75 lipca 2022 | Ballkani    | 1:1   | Žalgiris Wilno |                                                                          |
| 20:00 CEST    | Gripshi 15' | (1:1) | 25' Buff       | Stadion im. Fadila Vokrriego, Prisztina Widzów: 4 000 Sędzia: Rob Harvey |

| 86 lipca 2022 | HJK Helsinki | 1:0   | FK RFS |                                                         |
| 18:00 CEST    | Martic 11'   | (1:0) |        | Bolt Arena, Helsinki Widzów: 3 874 Sędzia: Juxhin Xhaja |

| 96 lipca 2022 | FK Bodø/Glimt               | 3:0   | KÍ Klaksvík |                                                              |
| 18:00 CEST    | Boniface 11', 31', 58' (k.) | (2:0) |             | Aspmyra Stadion, Bodø Widzów: 4 227 Sędzia: Donald Robertson |

| 105 lipca 2022 | The New Saints F.C. | 1:0   | Linfield F.C. |                                                            |
| 20:00 CEST     | Brobbel 54'         | (0:0) |               | Park Hall, Oswestry Widzów: 1 034 Sędzia: Andrei Chivulete |

| 115 lipca 2022 | Shamrock Rovers                    | 3:0   | Hibernians |                                                             |
| 20:30 CEST     | Finn 25' · Watts 40' · Gaffney 78' | (2:0) |            | Tallaght Stadium, Dublin Widzów: 7 019 Sędzia: Morten Krogh |

| 125 lipca 2022 | Lech Poznań | 1:0   | Qarabağ FK |                                                                 |
| 20:00 CEST     | Ishak 41'   | (1:0) |            | Stadion Poznań, Poznań Widzów: 25 118 Sędzia: José Luis Munuera |

| 135 lipca 2022 | KF Shkupi                                       | 3:0   | Lincoln Red Imps |                                                                                  |
| 20:45 CEST     | Danfa 11' · Adetunji 29' · Chipolina 62' (sam.) | (2:0) |                  | Nacionałna Arena „Toše Proeski”, Skopje Widzów: 2 500 Sędzia: Sebastian Gishamer |

| 146 lipca 2022 | Zrinjski Mostar | 0:0   | Sheriff Tyraspol |                                                                          |
| 20:00 CEST     |                 | (0:0) |                  | Stadion pod Bijelim brijegom, Mostar Widzów: 5 400 Sędzia: Fabio Maresca |

| 156 lipca 2022 | Slovan Bratysława | 0:0   | Dinamo Batumi |                                                                          |
| 20:30 CEST     |                   | (0:0) |               | Národný futbalový štadión, Bratysława Widzów: 10 589 Sędzia: David Coote |

### Rewanże
| 113 lipca 2022 | CFR Cluj                                       | 2:2 (pd.)               | Piunik Erywań                              |                                                                                         |
| 20:30 CEST     | Adjei-Boateng 6' · Petrila 94'                 | (1:0, 1:1, 2:1, k. 3:4) | 89', 119' Gajić                            | Stadion im. dr. Constantina Rădulescu, Kluż-Napoka Widzów: 7 017 Sędzia: Michael Fabbri |
| 20:30 CEST     | · Dugandžić · Petrila · Burcă · Muhar · Camora | Rzuty karne             | · Cociuc · Daszian · Harutyunyan · Avagyan | Stadion im. dr. Constantina Rădulescu, Kluż-Napoka Widzów: 7 017 Sędzia: Michael Fabbri |

| 213 lipca 2022 | Szachcior Soligorsk | 0:2   | NK Maribor        |                                                               |
| 19:00 CEST     |                     | (0:1) | 12', 56' Baturina | Yeni Sakarya Atatürk, Adapazarı Widzów: 0 Sędzia: Enea Jorgji |

| 312 lipca 2022 | Sutjeska Nikšić | 0:1   | Łudogorec Razgrad |                                                       |
| 21:00 CEST     |                 | (0:0) | 53' Sotiriu       | DG Arena, Podgorica Widzów: 1 000 Sędzia: Gergo Bogár |

| 412 lipca 2022 | KF Tirana  | 1:2   | F91 Dudelange          |                                                                        |
| 20:00 CEST     | Xhixha 78' | (0:0) | 49' Bojić · 61' Sinani | Stadiumi Elbasan Arena, Elbasan Widzów: 6 000 Sędzia: Cesar Soto Grado |

| 513 lipca 2022 | Ferencvárosi TC                                   | 5:1   | Toboł Kustanaj |                                                                    |
| 20:00 CEST     | Traoré 4', 17' · Laïdouni 21' · Bassey 74', 90+1' | (3:1) | 23' Sergeyev   | Groupama Aréna, Budapeszt Widzów: 17 347 Sędzia: Krzysztof Jakubik |

| 612 lipca 2022 | Víkingur Reykjavík               | 3:3   | Malmö FF                                        |                                                            |
| 21:30 CEST     | Gunnarsson 15', 75' · Hansen 56' | (1:2) | 34' Birmančević · 44' Beijmo · 47' Christiansen | Víkingsvöllur, Reykjavík Widzów: 1 080 Sędzia: John Beaton |

| 712 lipca 2022 | Žalgiris Wilno | 1:0 (pd.)       | Ballkani |                                                      |
| 18:00 CEST     | Oyewusi 97'    | (0:0, 0:0, 1:0) |          | Stadion LFF, Wilno Widzów: 3 542 Sędzia: Espen Eskås |

| 812 lipca 2022 | FK RFS                                           | 2:1 (pd.)               | HJK Helsinki                                        |                                                            |
| 17:30 CEST     | Zjuzins 48' · Panić 56'                          | (0:0, 2:1, 2:1, k. 4:5) | 75' Murilo                                          | Stadion Slokas, Jurmała Widzów: 1 631 Sędzia: David Fuxman |
| 17:30 CEST     | · Jagodinskis · Šarić · Panić · Lipušček · Mareš | Rzuty karne             | · Väänänen · Murilo · Radulović · Serrarens · Terho | Stadion Slokas, Jurmała Widzów: 1 631 Sędzia: David Fuxman |

| 912 lipca 2022 | KÍ Klaksvík                        | 3:1   | FK Bodø/Glimt     |                                                        |
| 19:00 CEST     | Mikkelsen 12' · Andreasen 20', 85' | (2:0) | 55' (k.) Boniface | Djúpumýra, Klaksvík Widzów: 883 Sędzia: Horațiu Feșnic |

| 1012 lipca 2022 | Linfield F.C.              | 2:0 (pd.)       | The New Saints F.C. |                                                          |
| 20:45 CEST      | Mulgrew 90+4' · Devine 95' | (0:0, 1:0, 2:0) |                     | Windsor Park, Belfast Widzów: 2 971 Sędzia: Duje Strukan |

| 1112 lipca 2022 | Hibernians | 0:0   | Shamrock Rovers |                                                                       |
| 20:00 CEST      |            | (0:0) |                 | Centenary Stadium, Ta’ Qali Widzów: 979 Sędzia: Manfredas Lukjančukas |

| 1212 lipca 2022 | Qarabağ FK                                                | 5:1   | Lech Poznań |                                                                                       |
| 18:00 CEST      | Kady 14', 74' · Ozobić 42' · Medina 56' · A. Hüseynov 77' | (2:1) | 1' Velde    | Stadion Republikański im. Tofiqa Bəhramova, Baku Widzów: 27 652 Sędzia: Andrew Madley |

| 1312 lipca 2022 | Lincoln Red Imps        | 2:0   | KF Shkupi |                                                             |
| 18:00 CEST      | Peña 32' · Casciaro 69' | (1:0) |           | Victoria Stadium, Gibraltar Widzów: 896 Sędzia: Filip Glova |

| 1413 lipca 2022 | Sheriff Tyraspol | 1:0   | Zrinjski Mostar |                                                              |
| 19:00 CEST      | Savić 22' (sam.) | (1:0) |                 | Stadion Zimbru, Kiszyniów Widzów: 4 242 Sędzia: Peter Bankes |

| 1513 lipca 2022 | Dinamo Batumi     | 1:2 (pd.)       | Slovan Bratysława              |                                                             |
| 19:00 CEST      | Dawitaszwili 104' | (0:0, 0:0, 1:0) | 115' Barseghian · 120+3' Weiss | Stadion Batumi, Batumi Widzów: 20 022 Sędzia: António Nobre |

## II runda kwalifikacyjna
Od tej rundy turniej kwalifikacyjny zostanie podzielony na 2 części – dla mistrzów i niemistrzów poszczególnych federacji:
- do startu w II rundzie kwalifikacyjnej dla mistrzów uprawnionych było 20 drużyn (w tym 15 zwycięzców I rundy), z czego 10 było rozstawionych;
- do startu w II rundzie kwalifikacyjnej w ścieżce ligowej uprawnione były 4 drużyny, z czego 2 były rozstawione.

Drużyny, które przegrały w tej rundzie, otrzymały prawo gry w III rundzie kwalifikacyjnej Ligi Europy UEFA.

### Podział na koszyki
Uwaga: Losowanie II rundy kwalifikacyjnej odbyło się przed zakończeniem I rundy kwalifikacyjnej, więc rozstawienia dokonano przyjmując założenie, że awans uzyska drużyna z najwyższym współczynnikiem w poprzedniej rundzie. W przypadku awansu, którejś z drużyn nierozstawionej, w II rundzie przejmuje ona współczynnik najwyżej rozstawionego rywala.
Oznaczenia:
| Drużyny, które awansowały z I rundy eliminacyjnej zachowując swój współczynnik. |

| Drużyny, które zaczęły rywalizację od II rundy eliminacyjnej. |

| Drużyny, które awansowały z I rundy eliminacyjnej, przejmując współczynnik rywala. |

Ścieżka mistrzowska:
| Grupa 1                | Grupa 1 |
| ---------------------- | ------- |
| Drużyny rozstawione    |         |
| Drużyna                | Wsp.    |
| Dinamo Zagrzeb         | 49.500  |
| Qarabağ FK             | 25.000  |
| Ferencvárosi TC        | 15.500  |
| Drużyny nierozstawione |         |
| Drużyna                | Wsp.    |
| Slovan Bratysława      | 13.000  |
| KF Shkupi              | 7.250   |
| FC Zürich              | 7.000   |

| Grupa 2                | Grupa 2 |
| ---------------------- | ------- |
| Drużyny rozstawione    |         |
| Drużyna                | Wsp.    |
| Viktoria Pilzno        | 31.000  |
| Malmö FF               | 23.500  |
| FK Bodø/Glimt          | 17.000  |
| Drużyny nierozstawione |         |
| Drużyna                | Wsp.    |
| HJK Helsinki           | 8.500   |
| Linfield F.C.          | 8.500   |
| Žalgiris Wilno         | 8.000   |

| Grupa 3                | Grupa 3 |
| ---------------------- | ------- |
| Drużyny rozstawione    |         |
| Drużyna                | Wsp.    |
| Olympiakos SFP         | 41.000  |
| Łudogorec Razgrad      | 23.000  |
| Sheriff Tyraspol       | 22.500  |
| Piunik Erywań          | 19.500  |
| Drużyny nierozstawione |         |
| Drużyna                | Wsp.    |
| NK Maribor             | 14.000  |
| F91 Dudelange          | 8.500   |
| Maccabi Hajfa          | 7.000   |
| Shamrock Rovers        | 7.000   |

Ścieżka ligowa:
| Drużyny rozstawione    |        |
| Drużyna                | Wsp.   |
| Dynamo Kijów           | 44.000 |
| FC Midtjylland         | 19.000 |
| Drużyny nierozstawione |        |
| Drużyna                | Wsp.   |
| Fenerbahçe SK          | 14.500 |
| AEK Larnaka            | 7.500  |

### Pary II rundy kwalifikacyjnej
| Drużyna 1                            | Wynik dwumeczu      | Drużyna 2           | Pierwszy mecz       | Drugi mecz          |                     |
| Ścieżka mistrzowska                  | Ścieżka mistrzowska | Ścieżka mistrzowska | Ścieżka mistrzowska | Ścieżka mistrzowska | Ścieżka mistrzowska |
| ------------------------------------ | ------------------- | ------------------- | ------------------- | ------------------- | ------------------- |
| Ferencvárosi TC                      | 5:3                 | Slovan Bratysława   | 1:2                 | 4:1                 |                     |
| Dinamo Zagrzeb                       | 3:2                 | KF Shkupi           | 2:2                 | 1:0                 |                     |
| Qarabağ FK                           | 5:4                 | FC Zürich           | 3:2                 | 2:2 (dogr.)         |                     |
| HJK Helsinki                         | 1:7                 | Viktoria Pilzno     | 1:2                 | 0:5                 |                     |
| Linfield F.C.                        | 1:8                 | FK Bodø/Glimt       | 1:0                 | 0:8                 |                     |
| Žalgiris Wilno                       | 3:0                 | Malmö FF            | 1:0                 | 2:0                 |                     |
| Łudogorec Razgrad                    | 4:2                 | Shamrock Rovers     | 3:0                 | 1:2                 |                     |
| NK Maribor                           | 0:1                 | Sheriff Tyraspol    | 0:0                 | 0:1                 |                     |
| Maccabi Hajfa                        | 5:1                 | Olympiakos SFP      | 1:1                 | 4:0                 |                     |
| Piunik Erywań                        | 4:2                 | F91 Dudelange       | 0:1                 | 4:1                 |                     |
| Ścieżka ligowa                       |                     |                     |                     |                     |                     |
| FC Midtjylland                       | 2:2 (k. 4:3)        | AEK Larnaka         | 1:1                 | 1:1 (dogr.)         |                     |
| Dynamo Kijów                         | 2:1                 | Fenerbahçe SK       | 0:0                 | 2:1 (dogr.)         |                     |
| Po lewej gospodarz pierwszego meczu. |                     |                     |                     |                     |                     |

### Pierwsze mecze

#### Ścieżka mistrzowska
| 120 lipca 2022 | Ferencvárosi TC  | 1:2   | Slovan Bratysława           |                                                                    |
| 20:00 CEST     | Zachariassen 70' | (0:0) | 81' Kaszia · 86' Barseghian | Groupama Aréna, Budapeszt Widzów: 20 459 Sędzia: Ricardo de Burgos |

| 219 lipca 2022 | Dinamo Zagrzeb           | 2:2   | KF Shkupi               |                                                       |
| 21:00 CEST     | Ademi 44' · Petković 86' | (1:1) | 25' Putita · 89' Cephas | Maksimir, Zagrzeb Widzów: 7 912 Sędzia: Radu Petrescu |

| 319 lipca 2022 | Qarabağ FK                | 3:2   | FC Zürich                      |                                                                                      |
| 18:00 CEST     | Kady 17' · Wadji 36', 66' | (2:0) | 65' Kamberi · 85' (k.) Kryeziu | Stadion Republikański im. Tofiqa Bəhramova, Baku Widzów: 30 782 Sędzia: Irfan Peljto |

| 420 lipca 2022 | HJK Helsinki  | 1:2   | Viktoria Pilzno           |                                                             |
| 18:00 CEST     | Radulović 50' | (0:1) | 6' (k.) Chorý · 57' Kopic | Bolt Arena, Helsinki Widzów: 5 236 Sędzia: Nikola Dabanović |

| 519 lipca 2022 | Linfield F.C. | 1:0   | FK Bodø/Glimt |                                                              |
| 20:45 CEST     | Millar 83'    | (0:0) |               | Windsor Park, Belfast Widzów: 3 168 Sędzia: Andris Treimanis |

| 619 lipca 2022 | Žalgiris Wilno | 1:0   | Malmö FF |                                                         |
| 18:00 CEST     | Ourega 49'     | (0:0) |          | Stadion LFF, Wilno Widzów: 4 918 Sędzia: Georgi Kabakow |

| 719 lipca 2022 | Łudogorec Razgrad               | 3:0   | Shamrock Rovers |                                                              |
| 19:45 CEST     | Sotiriu 26', 35' · Thiago 90+4' | (2:0) |                 | Łudogorec Arena, Razgrad Widzów: 4 983 Sędzia: João Pinheiro |

| 820 lipca 2022 | NK Maribor | 0:0   | Sheriff Tyraspol |                                                                   |
| 20:15 CEST     |            | (0:0) |                  | Stadion Ljudski vrt, Maribor Widzów: 7 150 Sędzia: Harald Lechner |

| 920 lipca 2022 | Maccabi Hajfa | 1:1   | Olympiakos SFP  |                                                                      |
| 19:00 CEST     | Haziza 90+2'  | (0:1) | 7' Zinckernagel | Stadion Samiego Ofera, Hajfa Widzów: 29 654 Sędzia: Sascha Stegemann |

| 1019 lipca 2022 | Piunik Erywań | 0:1   | F91 Dudelange  |                                                                                         |
| 18:00 CEST      |               | (0:0) | 72' (k.) Hadji | Stadion Republikański im. Wazgena Sarkisjana, Erywań Widzów: 9 000 Sędzia: Craig Pawson |

#### Ścieżka ligowa
| 119 lipca 2022 | FC Midtjylland  | 1:1   | AEK Larnaka |                                                        |
| 19:45 CEST     | Sviatchenko 84' | (0:0) | 81' Gyurcsó | MCH Arena, Herning Widzów: 7 008 Sędzia: Novak Simović |

| 220 lipca 2022 | Dynamo Kijów | 0:0   | Fenerbahçe SK |                                                           |
| 20:00 CEST     |              | (0:0) |               | Stadion Miejski, Łódź Widzów: 11 603 Sędzia: Glenn Nyberg |

### Rewanże

#### Ścieżka mistrzowska
| 127 lipca 2022 | Slovan Bratysława | 1:4   | Ferencvárosi TC                                           |                                                                             |
| 20:30 CEST     | De Marco 70'      | (0:2) | 20' Boli · 31' Zachariassen · 89' Traoré · 90+5' Laïdouni | Národný futbalový štadión, Bratysława Widzów: 21 500 Sędzia: Marco Di Bello |

| 226 lipca 2022 | KF Shkupi | 0:1   | Dinamo Zagrzeb |                                                                             |
| 21:00 CEST     |           | (0:0) | 47' Ademi      | Nacionałna Arena „Toše Proeski”, Skopje Widzów: 12 500 Sędzia: Jakob Kehlet |

| 327 lipca 2022 | FC Zürich                          | 2:2 (pd.)       | Qarabağ FK           |                                                                   |
| 19:00 CEST     | Medvedev 4' (sam.) · Santini 90+6' | (1:0, 2:1, 2:2) | 56' Kady · 98' Owusu | Letzigrund Stadion, Zurych Widzów: 10 237 Sędzia: Allard Lindhout |

| 426 lipca 2022 | Viktoria Pilzno                                         | 5:0   | HJK Helsinki |                                                                |
| 19:00 CEST     | Pernica 11' · Sýkora 21', 73' · Hejda 31' · Kliment 84' | (3:0) |              | Doosan Arena, Pilzno Widzów: 10 810 Sędzia: Aleksandar Stavrev |

| 527 lipca 2022 | FK Bodø/Glimt                                                                                               | 8:0   | Linfield F.C. |                                                              |
| 18:00 CEST     | Vetlesen 7' · Boniface 21' (k.) · Pellegrino 25', 54' (k.) · Saltnes 29' · Espejord 52', 88' · Sampsted 73' | (4:0) |               | Aspmyra Stadion, Bodø Widzów: 5 110 Sędzia: Roi Reinshreiber |

| 627 lipca 2022 | Malmö FF | 0:2   | Žalgiris Wilno             |                                                           |
| 19:00 CEST     |          | (0:1) | 34' Oyewusi · 52' Oliveira | Eleda Stadion, Malmö Widzów: 17 234 Sędzia: Kristo Tohver |

| 726 lipca 2022 | Shamrock Rovers         | 2:1   | Łudogorec Razgrad |                                                              |
| 21:00 CEST     | Greene 21' · Emakhu 88' | (1:0) | 90+1' Cauly       | Tallaght Stadium, Dublin Widzów: 6 322 Sędzia: Fabio Maresca |

| 826 lipca 2022 | Sheriff Tyraspol | 1:0   | NK Maribor |                                                              |
| 19:00 CEST     | Yansané 88'      | (0:0) |            | Stadion Zimbru, Kiszyniów Widzów: 6 738 Sędzia: Tamás Bognár |

| 927 lipca 2022 | Olympiakos SFP | 0:4   | Maccabi Hajfa                              |                                                                                   |
| 21:00 CEST     |                | (0:1) | 5' Chery · 61', 65' Pierrot · 87' Abu Fani | Stadion im. Jeorjosa Karaiskakisa, Pireus Widzów: 21 705 Sędzia: Daniel Stefański |

| 1026 lipca 2022 | F91 Dudelange | 1:4   | Piunik Erywań                                 |                                                                      |
| 19:30 CEST      | Hassan 21'    | (1:1) | 24' Juninho · 54', 85' Juričić · 76' Otubanjo | Stade Jos Nosbaum, Dudelange Widzów: 1 495 Sędzia: José Luis Munuera |

#### Ścieżka ligowa
| 126 lipca 2022 | AEK Larnaka                                  | 1:1 (pd.)               | FC Midtjylland                               |                                                                            |
| 17:30 CEST     | Olatunji 9'                                  | (1:1, 1:1, 1:1, k. 3:4) | 12' Dalsgaard                                | AEK Arena – Georgios Karapatakis, Larnaka Widzów: 6 163 Sędzia: István Vad |
| 17:30 CEST     | · Altman · Miličević · Romo · Gama · Gustavo | Rzuty karne             | · Dalsgaard · Sisto · Sørensen · Dyhr · Kaba | AEK Arena – Georgios Karapatakis, Larnaka Widzów: 6 163 Sędzia: István Vad |

| 227 lipca 2022 | Fenerbahçe SK | 1:2 (pd.)       | Dynamo Kijów                  |                                                                                |
| 19:00 CEST     | Szalai 89'    | (0:0, 1:1, 1:1) | 57' Bujalski · 114' Karawajew | Fenerbahçe Şükrü Saracoğlu, Stambuł Widzów: 40 000 Sędzia: Massimiliano Irrati |

## III runda kwalifikacyjna
W tej rundzie kwalifikacji utrzymany został podział na 2 ścieżki – mistrzowską i ligową:
- do startu w III rundzie kwalifikacyjnej dla mistrzów uprawnionych było 12 drużyn (w tym 10 zwycięzców II rundy), z czego 6 było rozstawionych;
- do startu w III rundzie kwalifikacyjnej w ścieżce ligowej uprawnionych było 8 drużyn (w tym 2 zwycięzców II rundy), z czego 4 były rozstawione.

Drużyny, które przegrały w tej rundzie, w ścieżce mistrzowskiej otrzymały prawo gry w rundzie play-off, natomiast w ścieżce ligowej w fazie grupowej Ligi Europy UEFA.

### Podział na koszyki
Uwaga: Losowanie III rundy kwalifikacyjnej odbyło się przed zakończeniem II rundy kwalifikacyjnej, więc rozstawienia dokonano przyjmując założenie, że awans uzyska drużyna z najwyższym współczynnikiem w poprzedniej rundzie. W przypadku awansu, którejś z drużyn nierozstawionej, w III rundzie przejmuje ona współczynnik najwyżej rozstawionego rywala.
Oznaczenia:
| Drużyny, które awansowały z II rundy eliminacyjnej zachowując swój współczynnik. |

| Drużyny, które zaczęły rywalizację od III rundy eliminacyjnej. |

| Drużyny, które awansowały z II rundy eliminacyjnej, przejmując współczynnik rywala. |

Ścieżka mistrzowska:
| Grupa 1                | Grupa 1 |
| ---------------------- | ------- |
| Drużyny rozstawione    |         |
| Drużyna                | Wsp.    |
| Dinamo Zagrzeb         | 49.500  |
| Maccabi Hajfa          | 41.000  |
| Qarabağ FK             | 25.000  |
| Drużyny nierozstawione |         |
| Drużyna                | Wsp.    |
| Łudogorec Razgrad      | 23.000  |
| Ferencvárosi TC        | 15.500  |
| Apollon Limassol       | 14.000  |

| Grupa 2                | Grupa 2 |
| ---------------------- | ------- |
| Drużyny rozstawione    |         |
| Drużyna                | Wsp.    |
| FK Crvena zvezda       | 46.000  |
| Viktoria Pilzno        | 31.000  |
| Žalgiris Wilno         | 23.500  |
| Drużyny nierozstawione |         |
| Drużyna                | Wsp.    |
| Sheriff Tyraspol       | 22.500  |
| FK Bodø/Glimt          | 17.000  |
| Piunik Erywań          | 8.500   |

Ścieżka ligowa:
| Drużyny rozstawione    |        |
| Drużyna                | Wsp.   |
| SL Benfica             | 61.000 |
| Rangers                | 50.250 |
| Dynamo Kijów           | 44.000 |
| PSV Eindhoven          | 33.000 |
| Drużyny nierozstawione |        |
| Drużyna                | Wsp.   |
| AS Monaco              | 26.000 |
| FC Midtjylland         | 19.000 |
| Sturm Graz             | 7.770  |
| Union SG               | 6.120  |

### Pary III rundy kwalifikacyjnej
| Drużyna 1                            | Wynik dwumeczu      | Drużyna 2           | Pierwszy mecz       | Drugi mecz          |                     |
| Ścieżka mistrzowska                  | Ścieżka mistrzowska | Ścieżka mistrzowska | Ścieżka mistrzowska | Ścieżka mistrzowska | Ścieżka mistrzowska |
| ------------------------------------ | ------------------- | ------------------- | ------------------- | ------------------- | ------------------- |
| Maccabi Hajfa                        | 4:2                 | Apollon Limassol    | 4:0                 | 0:2                 |                     |
| Qarabağ FK                           | 4:2                 | Ferencvárosi TC     | 1:1                 | 3:1                 |                     |
| Łudogorec Razgrad                    | 3:6                 | Dinamo Zagrzeb      | 1:2                 | 2:4                 |                     |
| Sheriff Tyraspol                     | 2:4                 | Viktoria Pilzno     | 1:2                 | 1:2                 |                     |
| FK Bodø/Glimt                        | 6:1                 | Žalgiris Wilno      | 5:0                 | 1:1                 |                     |
| FK Crvena zvezda                     | 7:0                 | Piunik Erywań       | 5:0                 | 2:0                 |                     |
| Ścieżka ligowa                       |                     |                     |                     |                     |                     |
| AS Monaco                            | 3:4                 | PSV Eindhoven       | 1:1                 | 2:3 (dogr.)         |                     |
| Dynamo Kijów                         | 3:1                 | Sturm Graz          | 1:0                 | 2:1 (dogr.)         |                     |
| Union SG                             | 2:3                 | Rangers             | 2:0                 | 0:3                 |                     |
| SL Benfica                           | 7:2                 | FC Midtjylland      | 4:1                 | 3:1                 |                     |
| Po lewej gospodarz pierwszego meczu. |                     |                     |                     |                     |                     |

### Pierwsze mecze

#### Ścieżka mistrzowska
| 13 sierpnia 2022 | Maccabi Hajfa                                         | 4:0   | Apollon Limassol |                                                                      |
| 19:00 CEST       | Peybernes 38' (sam.) · Mohamed 54', 62' · Pierrot 79' | (1:0) |                  | Stadion Samiego Ofera, Hajfa Widzów: 30 000 Sędzia: Maurizio Mariani |

| 23 sierpnia 2022 | Qarabağ FK | 1:1   | Ferencvárosi TC |                                                                                        |
| 18:00 CEST       | Owusu 34'  | (1:1) | 17' Boli        | Stadion Republikański im. Tofiqa Bəhramova, Baku Widzów: 31 200 Sędzia: Andreas Ekberg |

| 32 sierpnia 2022 | Łudogorec Razgrad | 1:2   | Dinamo Zagrzeb            |                                                             |
| 19:45 CEST       | Tekpetey 22'      | (1:2) | 6' Perić · 9' (sam.) Padt | Łudogorec Arena, Razgrad Widzów: 7 505 Sędzia: Cüneyt Çakır |

| 42 sierpnia 2022 | Sheriff Tyraspol | 1:2   | Viktoria Pilzno            |                                                                |
| 19:00 CEST       | Rasheed 36' (k.) | (1:1) | 41' (k.) Chorý · 55' Bucha | Stadion Zimbru, Kiszyniów Widzów: 8 153 Sędzia: Danny Makkelie |

| 53 sierpnia 2022 | FK Bodø/Glimt                                                                      | 5:0   | Žalgiris Wilno |                                                        |
| 18:00 CEST       | Vetlesen 33' (k.) · Pellegrino 36' · Salvesen 58' · Høibråten 61' · Espejord 90+3' | (2:0) |                | Aspmyra Stadion, Bodø Widzów: 6 117 Sędzia: István Vad |

| 63 sierpnia 2022 | FK Crvena zvezda                                 | 5:0   | Piunik Erywań |                                                                         |
| 20:45 CEST       | Bukari 29', 44', 70' · Kangwa 33' · Mitrović 77' | (3:0) |               | Stadion Crvena zvezda, Belgrad Widzów: 40 456 Sędzia: Artur Soares Dias |

#### Ścieżka ligowa
| 12 sierpnia 2022 | AS Monaco  | 1:1   | PSV Eindhoven |                                                                |
| 20:00 CEST       | Disasi 80' | (0:1) | 38' Veerman   | Stadion Ludwika II, Monako Widzów: 10 802 Sędzia: Davide Massa |

| 23 sierpnia 2022 | Dynamo Kijów  | 1:0   | Sturm Graz |                                                               |
| 20:00 CEST       | Karawajew 28' | (1:0) |            | Stadion Miejski, Łódź Widzów: 6 092 Sędzia: François Letexier |

| 32 sierpnia 2022 | Union SG                     | 2:0   | Rangers |                                                                |
| 20:45 CEST       | Teuma 27' · Vanzeir 76' (k.) | (1:0) |         | Stadion Den Dreef, Heverlee Widzów: 1 100 Sędzia: Irfan Peljto |

| 42 sierpnia 2022 | SL Benfica                          | 4:1   | FC Midtjylland |                                                                              |
| 21:00 CEST       | Ramos 17', 33', 61' · Fernández 40' | (3:0) | 78' (k.) Sisto | Estádio da Luz, Lizbona Widzów: 53 346 Sędzia: Alejandro Hernández Hernández |

### Rewanże

#### Ścieżka mistrzowska
| 19 sierpnia 2022 | Apollon Limassol       | 2:0   | Maccabi Hajfa |                                                         |
| 19:00 CEST       | Ongenda 19' · Coll 27' | (2:0) |               | Stadion GSP, Nikozja Widzów: 3 936 Sędzia: Felix Zwayer |

| 29 sierpnia 2022 | Ferencvárosi TC | 1:3   | Qarabağ FK                 |                                                                          |
| 20:00 CEST       | Traoré 86'      | (0:1) | 7' Zoubir · 54', 78' Wadji | Groupama Aréna, Budapeszt Widzów: 18 875 Sędzia: Carlos del Cerro Grande |

| 39 sierpnia 2022 | Dinamo Zagrzeb                                      | 4:2   | Łudogorec Razgrad        |                                                         |
| 20:00 CEST       | Drmić 12' · Oršić 27' (k.), 44' · Petković 87' (k.) | (3:1) | 45+4', 49' (k.) Despodov | Maksimir, Zagrzeb Widzów: 13 658 Sędzia: Benoît Bastien |

| 49 sierpnia 2022 | Viktoria Pilzno            | 2:1   | Sheriff Tyraspol |                                                           |
| 19:00 CEST       | Kliment 10' · Mosquera 62' | (1:0) | 47' (k.) Rasheed | Doosan Arena, Pilzno Widzów: 10 770 Sędzia: Orel Grinfeld |

| 59 sierpnia 2022 | Žalgiris Wilno | 1:1   | FK Bodø/Glimt |                                                         |
| 18:00 CEST       | Kyeremeh 39'   | (1:0) | 51' Mugisha   | Stadion LFF, Wilno Widzów: 4 629 Sędzia: Sandro Schärer |

| 69 sierpnia 2022 | Piunik Erywań | 0:2   | FK Crvena zvezda            |                                                                                           |
| 19:00 CEST       |               | (0:1) | 44' (k.) Kanga · 60' Pavkov | Stadion Republikański im. Wazgena Sarkisjana, Erywań Widzów: 6 000 Sędzia: William Collum |

#### Ścieżka ligowa
| 19 sierpnia 2022 | PSV Eindhoven                              | 3:2 (pd.)       | AS Monaco                    |                                                                     |
| 20:30 CEST       | Veerman 21' · Gutiérrez 89' · De Jong 109' | (1:0, 2:2, 2:2) | 58' Maripán · 70' Ben Yedder | Philips Stadion, Eindhoven Widzów: 35 000 Sędzia: Jesús Gil Manzano |

| 29 sierpnia 2022 | Sturm Graz  | 1:2 (pd.)       | Dynamo Kijów                    |                                                         |
| 20:30 CEST       | Højlund 27' | (1:0, 1:0, 1:1) | 97' Vivcharenko · 112' Cyhankow | Merkur Arena, Graz Widzów: 14 007 Sędzia: Ivan Kružliak |

| 39 sierpnia 2022 | Rangers                                      | 3:0   | Union SG |                                                                      |
| 20:45 CEST       | Tavernier 45' (k.) · Čolak 58' · Tillman 79' | (1:0) |          | Ibrox Stadium, Glasgow Widzów: 48 454 Sędzia: Anastasios Sidiropulos |

| 49 sierpnia 2022 | FC Midtjylland | 1:3   | SL Benfica                                 |                                                           |
| 19:45 CEST       | Sisto 63'      | (0:1) | 23' Fernández · 56' Araújo · 88' Gonçalves | AutoC Park, Randers Widzów: 5 111 Sędzia: Srđan Jovanović |

## Runda play-off
W tej rundzie kwalifikacji utrzymany został podział na 2 ścieżki – mistrzowską i ligową:
- do startu w rundzie play-off w ścieżce mistrzowskiej uprawnionych zostało 8 drużyn (w tym 6 zwycięzców III rundy), z czego 4 były rozstawione;

- do startu w rundzie play-off w ścieżce ligowej uprawnione zostały 4 drużyny (zwycięzcy III rundy), z czego 2 były rozstawione.

Drużyny, które przegrały w tej rundzie, otrzymały prawo gry w fazie grupowej Ligi Europy UEFA.

### Podział na koszyki
Uwaga: Losowanie rundy play-off odbyło się przed zakończeniem III rundy kwalifikacyjnej, więc rozstawienia dokonano przyjmując założenie, że awans uzyska drużyna z najwyższym współczynnikiem w poprzedniej rundzie. W przypadku awansu, którejś z drużyn nierozstawionej, w rundzie play-off przejmuje ona współczynnik najwyżej rozstawionego rywala.
Oznaczenia:
| Drużyny, które awansowały z III rundy eliminacyjnej zachowując swój współczynnik. |

| Drużyny, które zaczęły rywalizację od rundy play-off. |

| Drużyny, które awansowały z III rundy eliminacyjnej, przejmując współczynnik rywala. |

Ścieżka mistrzowska:
| Drużyny rozstawione    |        |
| Drużyna                | Wsp.   |
| Dinamo Zagrzeb         | 49.500 |
| FK Crvena zvezda       | 46.000 |
| FC Kopenhaga           | 40.500 |
| Viktoria Pilzno        | 31.000 |
| Drużyny nierozstawione |        |
| Drużyna                | Wsp.   |
| Qarabağ FK             | 25.000 |
| FK Bodø/Glimt          | 17.000 |
| Maccabi Hajfa          | 14.000 |
| Trabzonspor            | 5.500  |

Ścieżka ligowa:
| Drużyny rozstawione    |        |
| Drużyna                | Wsp.   |
| SL Benfica             | 61.000 |
| Rangers                | 50.250 |
| Drużyny nierozstawione |        |
| Drużyna                | Wsp.   |
| Dynamo Kijów           | 44.000 |
| PSV Eindhoven          | 33.000 |

### Pary rundy play-off
| Drużyna 1                            | Wynik dwumeczu      | Drużyna 2           | Pierwszy mecz       | Drugi mecz          |                     |
| Ścieżka mistrzowska                  | Ścieżka mistrzowska | Ścieżka mistrzowska | Ścieżka mistrzowska | Ścieżka mistrzowska | Ścieżka mistrzowska |
| ------------------------------------ | ------------------- | ------------------- | ------------------- | ------------------- | ------------------- |
| Qarabağ FK                           | 1:2                 | Viktoria Pilzno     | 0:0                 | 1:2                 |                     |
| FK Bodø/Glimt                        | 2:4                 | Dinamo Zagrzeb      | 1:0                 | 1:4 (dogr.)         |                     |
| Maccabi Hajfa                        | 5:4                 | FK Crvena zvezda    | 3:2                 | 2:2                 |                     |
| FC Kopenhaga                         | 2:1                 | Trabzonspor         | 2:1                 | 0:0                 |                     |
| Ścieżka ligowa                       |                     |                     |                     |                     |                     |
| Dynamo Kijów                         | 0:5                 | SL Benfica          | 0:2                 | 0:3                 |                     |
| Rangers                              | 3:2                 | PSV Eindhoven       | 2:2                 | 1:0                 |                     |
| Po lewej gospodarz pierwszego meczu. |                     |                     |                     |                     |                     |

### Pierwsze mecze

#### Ścieżka mistrzowska
| 117 sierpnia 2022 | Qarabağ FK | 0:0   | Viktoria Pilzno |                                                                                       |
| 18:45 CEST        |            | (0:0) |                 | Stadion Republikański im. Tofiqa Bəhramova, Baku Widzów: 31 150 Sędzia: Slavko Vinčić |

| 216 sierpnia 2022 | FK Bodø/Glimt  | 1:0   | Dinamo Zagrzeb |                                                            |
| 21:00 CEST        | Pellegrino 37' | (1:0) |                | Aspmyra Stadion, Bodø Widzów: 7 762 Sędzia: Danny Makkelie |

| 317 sierpnia 2022 | Maccabi Hajfa                | 3:2   | FK Crvena zvezda      |                                                                             |
| 21:00 CEST        | Pierrot 18', 51' · Chery 61' | (1:2) | 27' Pešić · 40' Kanga | Stadion Samiego Ofera, Hajfa Widzów: 29 132 Sędzia: Carlos del Cerro Grande |

| 416 sierpnia 2022 | FC Kopenhaga              | 2:1   | Trabzonspor   |                                                         |
| 21:00 CEST        | Claesson 9' · Lerager 48' | (1:0) | 79' Bakasetas | Parken, Kopenhaga Widzów: 27 520 Sędzia: Michael Oliver |

#### Ścieżka ligowa
| 117 sierpnia 2022 | Dynamo Kijów | 0:2   | SL Benfica              |                                                           |
| 21:00 CEST        |              | (0:2) | 9' Gilberto · 37' Ramos | Stadion Miejski, Łódź Widzów: 16 450 Sędzia: Felix Zwayer |

| 216 sierpnia 2022 | Rangers                  | 2:2   | PSV Eindhoven            |                                                              |
| 21:00 CEST        | Čolak 40' · Lawrence 70' | (1:1) | 37' Sangaré · 78' Obispo | Ibrox Stadium, Glasgow Widzów: 49 097 Sędzia: Daniele Orsato |

### Rewanże

#### Ścieżka mistrzowska
| 123 sierpnia 2022 | Viktoria Pilzno         | 2:1   | Qarabağ FK |                                                               |
| 21:00 CEST        | Kopic 58' · Kliment 73' | (0:1) | 38' Ozobić | Doosan Arena, Pilzno Widzów: 10 963 Sędzia: Artur Soares Dias |

| 224 sierpnia 2022 | Dinamo Zagrzeb                                     | 4:1 (pd.)       | FK Bodø/Glimt |                                                              |
| 21:00 CEST        | Oršić 4' · Petković 35' · Drmić 117' · Bočkaj 120' | (2:0, 2:1, 2:1) | 70' Grønbæk   | Maksimir, Zagrzeb Widzów: 18 349 Sędzia: Antonio Mateu Lahoz |

| 323 sierpnia 2022 | FK Crvena zvezda       | 2:2   | Maccabi Hajfa                      |                                                                      |
| 21:00 CEST        | Pešić 27' · Ivanić 43' | (2:1) | 45+5' Sundgren · 90' (sam.) Pavkov | Stadion Crvena zvezda, Belgrad Widzów: 47 731 Sędzia: Anthony Taylor |

| 424 sierpnia 2022 | Trabzonspor | 0:0   | FC Kopenhaga |                                                                      |
| 21:00 CEST        |             | (0:0) |              | Medical Park Stadyumu, Trabzon Widzów: 36 128 Sędzia: Danny Makkelie |

#### Ścieżka ligowa
| 123 sierpnia 2022 | SL Benfica                              | 3:0   | Dynamo Kijów |                                                               |
| 21:00 CEST        | Otamendi 27' · R. Silva 40' · Neres 42' | (3:0) |              | Estádio da Luz, Lizbona Widzów: 58 705 Sędzia: Clément Turpin |

| 224 sierpnia 2022 | PSV Eindhoven | 0:1   | Rangers   |                                                                    |
| 21:00 CEST        |               | (0:0) | 60' Čolak | Philips Stadion, Eindhoven Widzów: 34 893 Sędzia: Szymon Marciniak |